# Przepaść (Ćmielów)
Przepaść – dawniej samodzielna wieś, obecnie część miasta Ćmielów w województwie świętokrzyskim, w powiecie ostrowieckim, w gminie Ćmielów, nad rzeką Przepaść. położona jest w odległości ok. 2,5 km na wschód od centrum Ćmielowa.

## Historia
Wieś w powiecie sandomierskim w województwie sandomierskim w XVI wieku była własnością wojewody kijowskiego Konstantego Wasyla Ostrogskiego.
Przepaść w latach 1867–1954 należała do gminy Ćmielów w powiecie opatowskim w guberni kieleckiej. W II RP przynależało do woj. kieleckiego, gdzie 2 listopada 1933 utworzyła gromadę o nazwie Przepaść w gminie Ćmielów, składającą się ze wsi Przepaść i kolonii Wióry-Przepaść.
Podczas II wojny światowej włączona do Generalnego Gubernatorstwa (dystrykt radomski, powiat opatowski), nadal jako gromada w gminie Ćmielów, licząca 424 mieszkańców. 23 listopada 1943 hitlerowska żandarmeria okrążyła ubezpieczaną przez oddział Gwardii Ludowej „Sokół” gajówkę Małachów znajdującą się w pobliskim lesie, w której trwała odprawa sztabu Okręgu GL Radom. Pomimo przewagi przeciwnika Polacy skutecznie odpierali ataki Niemców aż do ściągnięcia przez nich samochodów pancernych i moździerzy. Całodzienna bitwa zakończyła się spaleniem gajówki i zagładą obrońców. Z 19 okrążonych partyzantów 17 straciło życie (w tym komendant okręgu ppor. Jan Nalazek ps. „Janek Kolejarz”) a dwóch rannych zostało pojmanych, hitlerowcy wygraną przypłacili 30 zabitymi, ok. 70 rannymi oraz spalonym samochodem pancernym.
Po wojnie w województwie kieleckim, jako jedna z 14 gromad gminy Ćmielów w powiecie opatowskim.
W związku z reformą znoszącą gminy jesienią 1954 roku, Przepaść weszła w skład nowo utworzonej gromady Przepaść, obejmującej wsie Jastków, Przepaść, Skała, Wojnowice, Wólka Wojnowska, Glinka, Łysowody i Podgrodzie.
Gromadę Przepaść zniesiono 31 grudnia 1959, przy czym część jej obszaru – w tym wsie Przepaść i Skała oraz kolonię Wióry-Przepaść – wcielono do osiedla Ćmielowa. Po nadaniu Ćmielowowi statusu miasta 18 lipca 1962 – Przepaść stała się częścią miasta.